# Carl Theodor Anger
Carl Theodor Anger (* 31. Juli 1803 in Danzig; † 25. März 1858 ebenda) war ein deutscher Mathematiker  und Astronom.

## Leben und Werk
Carl Theodor Anger wurde als Sohn eines Steuerbeamten am 31. Juli 1803 in Danzig geboren. Er besuchte dort das Gymnasium bis zur Sekunda und nachfolgend die Kunst- und Gewerbeschule. Seit 1823 studierte er an der Albertus-Universität in Königsberg (Preußen) Mathematik und wurde von Friedrich Wilhelm Bessel seit 1826 als sein Gehilfe auf der Sternwarte Königsberg in der Astronomie ausgebildet. Dort wirkte er insbesondere an den Zonen-Beobachtungen und den Besselschen Pendelversuchen mit.
Für die Leitung der neu errichteten Sternwarte der Naturforschenden Gesellschaft in Danzig wurde er 1831 zurück nach Danzig gerufen. Ferner übernahm er den astronomischen Unterricht an der Navigationsschule und den mathematischen Unterricht an der Gewerbeschule, deren Direktor er von 1834 bis 1855 war. Seit 1836 unterrichtete er Mathematik am Danziger Gymnasium.
Der Naturforschenden Gesellschaft gehörte er seit 1831 an und war von 1847 bis 1855 ihr Vorsitzender. 
Carl Theodor Anger verfasste zahlreiche Publikationen zu verschiedenen Teilgebieten der Astronomie, Physik und Mathematik.
In seinen wissenschaftlichen Arbeiten griff er einige Themen auf, die sein Lehrer Bessel bearbeitet hatte. Eine spezielle Lösung einer Form der inhomogenen Besselschen Differentialgleichung trägt den Namen Anger-Funktion. In der Mathematik befasste er sich besonders mit der perspektivischen Darstellung.

## Schriften (Auswahl)
- Tafeln zur Erleichterung des Gebrauchs der Mond-Ephemeriden. In Commission der Rengerschen Verlags-Buchhandlung, Halle 1831, (Digitalisat).
- Analytische Darstellung der Basrelief-Perspective. In Commission bei Fr. Sam. Gerhard, Danzig 1834, (Digitalisat).
- Ueber die sicherste Bestimmung der geographischen Breite aus Beobachtungen mit einem Spiegelsextanten oder ähnlichen Instrumenten (= Neueste Schriften der Naturforschenden Gesellschaft in Danzig. Band 3, Nr. 1). In Commission bei den Gebrüdern Bornträger, Königsberg 1835, (Digitalisat).
- Bemerkungen über einige Methoden zur Bestimmung der geographischen Breite, mit Rücksicht auf die auf dem Meere anzustellenden Beobachtungen (= Programm des Städtischen Gymnasiums zu Danzig. 1839, Beilage, ZDB-ID 890958-1). In Commission bei den Gebrüdern Bornträger, Königsberg 1839.
- Ueber den Einfluß der Projectionslehre auf die neuere Geometrie. s. n., Danzig 1845, (Digitalisat; 2., unveränderte Auflage. 1856).
- Erinnerung an Bessel’s Leben und Wirken. Weber, Danzig 1846, (Digitalisat).
- Grundzüge der astronomischen Beobachtungskunst. Gerhardsche Buchhandlung, Danzig 1847, (Digitalisat).
- Zur Theorie der Perspective für krumme Bildflächen, mit besonderer Berücksichtigung einer genauen Construction der Panoramen. In: Astronomische Nachrichten. Band 31, Nr. 729, 1850, Sp. 143–144 und Beilage.
- Untersuchungen über die perspectivische Verzerrung. In: Neueste Schriften der Naturforschenden Gesellschaft in Danzig. Band 4, Nr. 4, 1851, separate Zählung.
- Théorie de la perspective–relief. In: Astronomische Nachrichten. Band 38, Nr. 906, Beilage, 1854, Sp. 289–296.
- Populäre Vorträge über Astronomie. Nach dem Tode des Verfassers herausgegeben von Gustav Zaddach. Kafemann, Danzig 1862, (Digitalisat).